# Glossotrophia insularis
Glossotrophia insularis là một loài bướm đêm trong họ Geometridae.